# 1834 en Italie
Chronologie de l'Italie
- 1830
- 1831
- 1832
- 1833
- 1834
- 1835
- 1836
- 1837
- 1838

## Événements

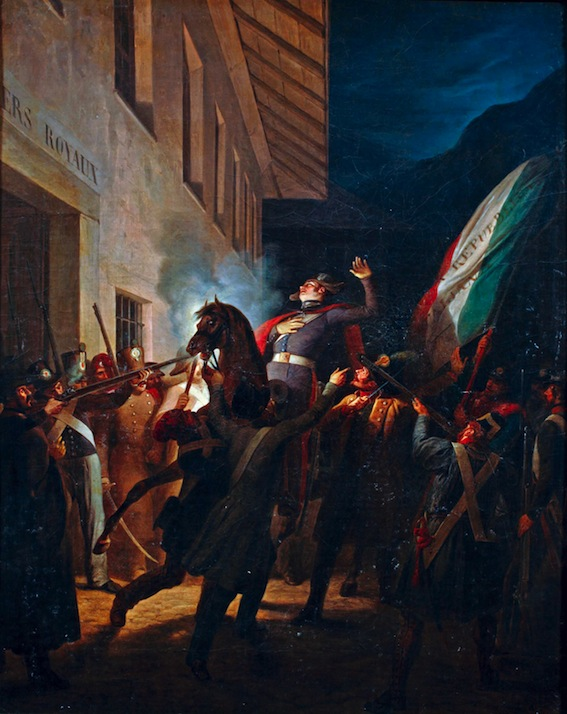
3 février : mort du carabinier Giovanni Battista Scapaccino au Pont-de-Beauvoisin lors de la tentative d'invasion de la Savoie par des exilés mazziniens.

- 3 février :  échec d'une tentative d'invasion de la Savoie par des membres de Giovine Italia menés par le général Gerolamo Ramorino[1]. Le républicain italien Mazzini prépare à partir de la Suisse une nouvelle insurrection qui prévoit l’invasion de la Savoie par un corps de volontaires et le soulèvement de la flotte de Gênes provoquée par un capitaine de la marine sarde, Giuseppe Garibaldi. L’expédition échoue. Le chef du corps de volontaires se laisse acheter et Garibaldi doit s’enfuir. La répression entraîne la désagrégation du mouvement Giovine Italia et l'exil de nombreux révolutionnaires en Angleterre, en Espagne, au Portugal ou en Amérique du Sud. Giuseppe Mazzini doit s'exiler en Suisse. Traqué en Suisse, il s’enfuit en Angleterre en 1837.
- 15 avril : Giuseppe Mazzini, révolutionnaire italien et ancien carbonari, fonde — sur le modèle de son précédent mouvement Giovine Italia — le mouvement Giovine Europa à Berne, en Suisse, où il est alors exilé[2]. Ce mouvement révolutionnaire a pour but de fédérer les différents mouvements nationalistes européens (irlandais, grecs, polonais, italiens...) qui aboutissent en 1848 au  « Printemps des peuples. »
- 12 août : fondation à Gênes de la congrégation des Sœurs de sainte Dorothée de Frassinetti[3].
- 28 août : éruption du Vésuve[4].

## Culture

### Opéras créés en 1834
- 27 février : création de Rosmonda d'Inghilterra, opéra (tragedia lirica) en deux actes de Gaetano Donizetti, livret de Felice Romani, au Teatro della Pergola à Florence
- 18 octobre : création de Buondelmonte[5] (version censurée de Maria Stuarda), drame lyrique en deux actes de Gaetano Donizetti, sur un livret de Giuseppe Bardari (it), au Teatro San Carlo à Naples
- 26 décembre : création de Gemma di Vergy[6], opéra (tragedia lirica) en deux actes de Gaetano Donizetti, livret d'Emanuele Bidèra, au Teatro alla Scala à Milan

## Naissances en 1834
- 26 février : Giuseppe Sciuti, peintre, spécialisé dans les vedute, les scènes historiques et scènes de genre ainsi que dans le portrait psychologique. († 13 mars 1911)
- 5 mars : Marietta Piccolomini, chanteuse lyrique (soprano). († 11 décembre 1899)
- 2 juillet : Domenico Farini, homme politique, président de la chambre des députés (de 1878 à 1884), puis du sénat (de 1887 à 1898) du royaume d'Italie. († 18 janvier 1900)
- 15 août : Luigi Crosio, peintre italien († 1916).
- 1er septembre : Amilcare Ponchielli, compositeur d'opéras dont le plus connu est La Gioconda. († 16 janvier 1886)
- 2 septembre : Giorgio Sommer, photographe italien d'origine allemande. († 7 août 1914)
- 18 septembre : Giuseppe Incorpora, photographe, pionnier de la photographie en Italie, nommé chevalier du royaume et  « photographe de la maison royale » par le roi Humbert Ier. († 14 août 1914)
- 13 novembre : Albano Lugli, peintre et céramiste italien. {† 8 août 1914)

## Décès en 1834
- 4 janvier : Mauro Gandolfi, 69 ans, peintre et graveur. (° 18 septembre 1764)
- 3 avril : Domenico dalla Rosa, 56 ans, peintre d‘art sacré et peintre fresquiste de l‘école véronaise. (° 30 mars 1778)